# Politiken

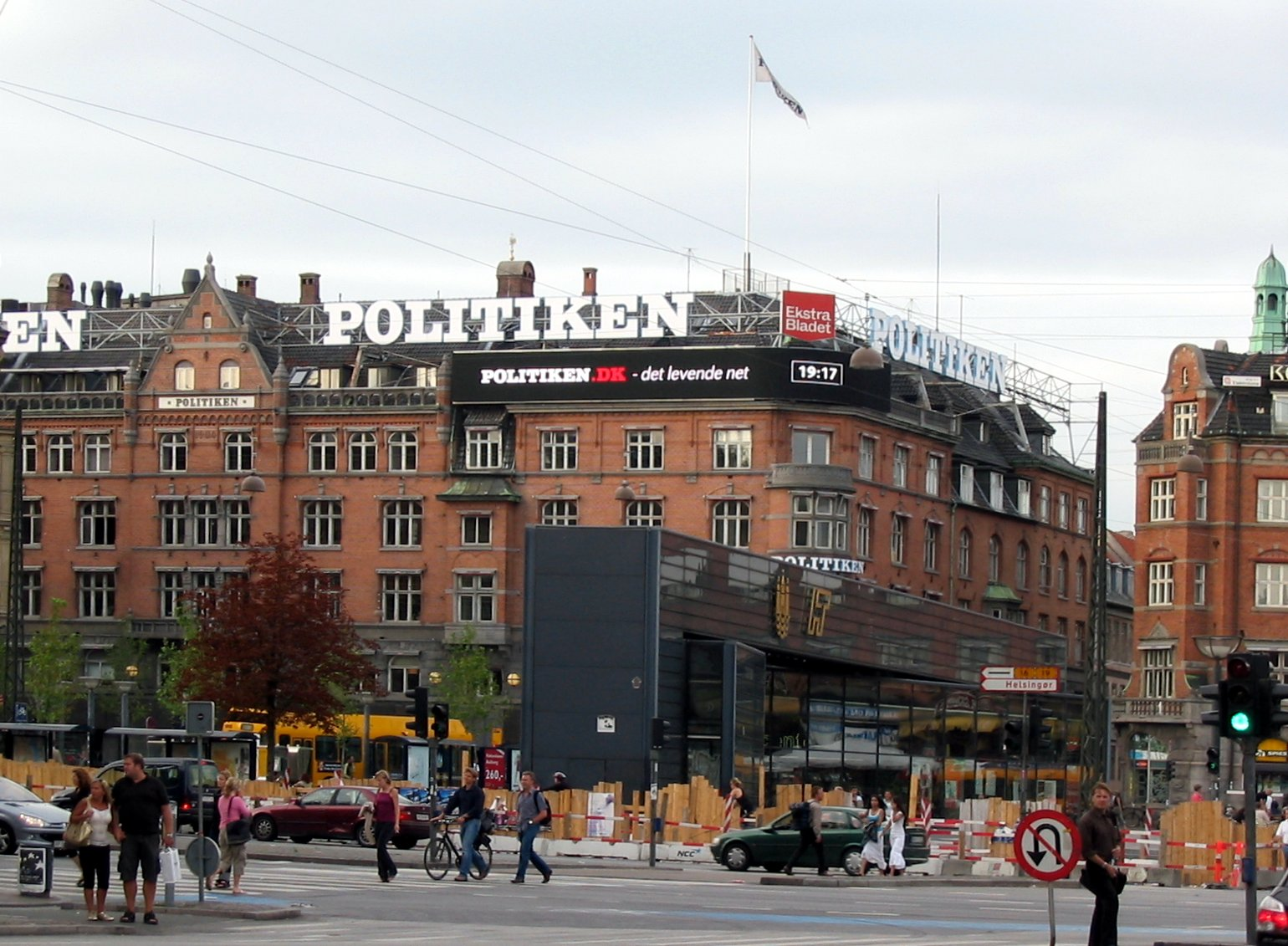
Edifici Politiken a la plaça de l'Ajuntament, Copenhaguen

Politiken és un diari de gran format danès, publicat per JP/Politikens Hus a Copenhaguen, Dinamarca. Va ser fundat el 1884 i va tenir un paper en la formació del Partit Social Liberal Danès. Des de 1970 és independent del partit però manté una postura liberal. Actualment gestiona un diari en línia, politiken.dk. El disseny del diari ha guanyat diversos premis internacionals i alguns dels seus periodistes han guanyat el Premi Cavling.

## Història i perfil
Dagbladet Politiken va ser fundat l'1 d'octubre de 1884 a Copenhaguen per Viggo Hørup, Edvard Brandes i Hermann Bing. Hørup i Brandes van formar el diari després de ser acomiadats com a redactors del Morgenbladet per diferències polítiques. Hørup va dirigir el diari com a redactor en cap durant quinze anys des del seu inici el 1884.
El 1904 es va fundar el tabloide Ekstra Bladet com a suplement de Politiken i després es va escindir com a diari independent l'1 de gener de 1905. El document va establir la seva ubicació actual al centre de Copenhaguen a la plaça de l'Ajuntament el 1912.
El 1987 Politiken va iniciar el seu suplement empresarial. El document va ser publicat per Politikens Hus fins l'1 de gener de 2003, quan l'empresa es va fusionar amb Jyllands-Posten A/S per formar JP/Politikens Hus. Així, Jyllands-Posten es va convertir en el seu diari germà. Politiken es publica en format de full ample.
El diari també publica una edició internacional anomenada Politiken Weekly que recopila les històries més importants de la setmana per als danesos que viuen a l'estranger.
L'any 2012, la Fundació Politiken es va convertir en un dels membres fundadors del Premi Europeu de Premsa.
El febrer de 2020, Politiken i el seu redactor en cap, Christian Jensen, van haver de pagar una multa a causa de la publicació de les seccions d'un llibre sobre la seguretat i la intel·ligència de Dinamarca el 2016.
Des del 2016, la periodista danesa Mette Davidsen-Nielsen treballa com a editora cultural a la Fundació Politiken.

## Temps de guerra
El 28 d'abril de 1940, tres setmanes després de la invasió alemanya de Dinamarca, Politiken va publicar un editorial en què Winston Churchill era anomenat "un home perillós". L'editorial va ser escrit per l'editor d'Afers Exteriors Einard Schou després d'una conversa a l'oficina de l'editor en cap amb el president de la junta i que aviat tornarà a ser ministre d'Afers Exteriors danès, Erik Scavenius. Es creu que l'objectiu era agradar a la força d'ocupació alemanya, tot i que cap altre diari danès va prendre aquestes mesures en aquell moment. Normalment, n'hi havia prou per mantenir-se dins de la censura recentment introduïda. L'article va provocar que 15.000 lectors, al voltant del 10% dels subscriptors, cancel·lessin les seves subscripcions com a protesta.

## Línia editorial
A principis del 1900, Politiken va tenir una posició política cultural radical. Històricament el diari estava connectat amb el Partit Social Liberal Danès (Det Radikale Venstre), però el diari va declarar la seva independència política el 1970. El diari té una posició social, liberal i de centreesquerra molt marcada.
El febrer de 2010, l'editor en cap de l'època, Tøger Seidenfaden, es va disculpar amb qualsevol que s'hagués ofès per la decisió del diari de reimprimir el dibuix animat de Kurt Westergaard que representava Mahoma amb una bomba al turbant, que es va publicar originalment a Morgenavisen Jyllands-Posten. Seidenfaden va explicar que "Politiken no ha tingut mai la intenció de reimprimir el dibuix de la caricatura com una declaració d'opinió o valors editorials, sinó simplement com a part de la cobertura informativa del diari".